# Абдрахманов, Жансеит
Жансеит Абдрахманов, другой вариант имени — Жаксеит (1900—1974) — советский шахтёр, крепильщик шахты имени Костенко «Карагандашахтостроя», Герой Социалистического Труда.

## Биография
Родился в 1900 году в ауле Бадран (ныне — Каркаралинский район Карагандинской области) в семье батрака. Казах. Происходит из рода альтобет рода каракесек племени аргын.
С детства работал в хозяйстве отца, ухаживал за скотом. С 16 лет батрачил у местного бая. В 1929 году, когда в казахских аулах началась коллективизация, уехал в город Семипалатинск, где работал плотником на мельничном комбинате.
В 1938 году переехал с семьёй в город Караганда, где поступил работать на строящуюся шахту имени Костенко. Профессия плотника помогла с выбором шахтёрской специальности и он стал крепильщиком. Его инструменты всегда были остро наточены, что помогало ему быстро и надёжно устанавливать крепёжные рамы.
С 1942 года шахта имени Костенко, недостроенная, не имеющая скипового ствола, была сдана в эксплуатацию. Стране был нужен карагандинский коксующийся уголь. Именно в сложные военные годы Жансеит добился звания лучшего крепильщика Карагандинского бассейна. Он выработал ряд оправдавших себя навыков и приёмов которые помогали достигать высоких результатов в работе. Ежемесячно выполнял и перевыполнял план проходки, а, следовательно, и по добыче угля. За достижение высоких показателей Жансеит Абдрахманов был награждён медалью «За трудовое отличие», грамотами Верховного Совета Казахской ССР и Министерства угольной промышленности СССР.
Указом Президиума Верховного Совета СССР от 28 августа 1948 года за выдающиеся успехи в деле увеличения добычи угля, восстановления и строительства угольных шахт и внедрение передовых методов работы, обеспечивающих значительный рост производительности труда Абдрахманову Жансеиту присвоено звание Героя Социалистического Труда со вручением ордена Ленина и золотой медали «Серп и Молот».
Работал в той же шахте до выхода на пенсию в 1957 году. В 1949 году вступил в партию.
Жил в городе Караганда. Скончался в 1974 году.
Награждён орденом Ленина, медалями.